# Кунене (Намибия)
Кунене (на английски: Kunene, наричан още Каоколанд) е един от тринадесетте региона на Намибия.
Площта му е 115 260 квадратни километра, а населението – 86 856 души (по преброяване от август 2011 г.). Регионът е родно място на етническата група химба. Спрямо останалите региони на Намибия Кунене е един от най-слабо развитите. Вероятно това се дължи и на негостоприемните планински масиви и засушливостта му, която не позволява развитието на нито един от отраслите на земеделието. Инфраструктурата е също слабо развита.
Кунене е едно от последните наистина диви места в Южна Африка. Гордост за него е и голямото животинско разнообразие.
Най-големият град, който е и административен център на региона, е Опуво с население почти 5000 души.
Името на региона е дадено от река Кунене, която на север формира границата на Намибия с Ангола.
- На запад Кунене граничи с атлантическия бряг.
- На север граничи с провинция Намибе и провинция Кунене на Ангола.
- На североизток граничи с Омусати, Ошана и Ошикото.
- На изток граничи с Очосондюпа.
- На юг граничи с Еронго.

Регионът е разделен на шест избирателни окръга:
- Епупа с 12 816 жители
- Каманджаб с 6012 жители
- Хориксас с 10 906 жители
- Опуво с 20 119 жители
- Утийо с 8947 жители
- Сесфонтейн със 7358 жители